# ديفيد كرامر
ديفيد كرامر (بالإنجليزية: David Kramer)‏ (1 أغسطس 1972 في الولايات المتحدة - ) هو مدرب كرة قدم ولاعب كرة قدم أمريكي في مركز حراسة المرمى. لعب مع سان خوسيه إيرثكويكس وكولورادو رابيدز ولوس أنجلوس غلاكسي وCalifornia Jaguars ‏ وColorado Foxes ‏.

## وصلات خارجية
- ديفيد كرامر على موقع الدوري الأمريكي (الإنجليزية)
- ديفيد كرامر على موقع قاعدة بيانات كرة القدم.إي يو (الإنجليزية)